# Frumușica, Botoșani
Frumușica là một xã thuộc hạt Botoșani, România. Dân số thời điểm năm 2002 là 6106 người.